# Colomby-Anguerny
Colomby-Anguerny é uma comuna francesa na região administrativa da Normandia, no departamento de Calvados. Estende-se por uma área de 45,61 km². Em 2010 a comuna tinha 1 136 habitantes (densidade: 202,5 hab./km²).
A municipalidade foi estabelecida em 1 de janeiro de 2016 e consiste na fusão das antigas comunas de Colomby-sur-Thaon e Anguerny.